# Gerald Mamman Musa
Gerald Mamman Musa (* 16. Januar 1971 in Gusau) ist ein nigerianischer römisch-katholischer Geistlicher und Bischof von Katsina.

## Leben
Gerald Mamman Musa studierte Philosophie und Katholische Theologie am Priesterseminar Saint Thomas Aquinas in Makurdi und am Priesterseminar Saint Augustine in Jos. Am 1. Juni 1996 empfing er das Sakrament der Priesterweihe für das Bistum Sokoto.
Musa war nach der Priesterweihe zunächst als Pfarrvikar an der Kathedrale Holy Family in Sokoto und als Sekretär an der Diözesankurie (1996–2000) sowie als Sekretär der Christian Association of Nigeria (CAN) im Bundesstaat Sokoto (1998–2000) tätig. Von 2001 bis 2003 war er Pfarrer der Pfarrei St. Patrick in Illela und gehörte dem Exekutivkomitee des Nigeria Interreligious Council an. Anschließend wurde er für weiterführende Studien nach Rom entsandt, wo er an der Päpstlichen Universität Heiliger Thomas von Aquin einen Master im Fach Dogmatik erwarb und an der Päpstlichen Universität Gregoriana ein Lizenziat im Fach Sozialwissenschaften. Nach der Rückkehr in seine Heimat im Jahr 2007 wirkte Musa kurzzeitig als Pfarrer der Pfarrei St. Vincent Ferrer in Malumfashi, bevor er seine Studien in Australien fortsetzte. Dort wurde er an der School of Journalism and Communication der University of Queensland in St. Lucia im Fach Kommunikationswissenschaft promoviert. Neben seinem Studium war er Seelsorger in den Pfarreien St. Bernard in Upper Mount Gravatt (2008–2011) und Jubilee Catholic sowie Kaplan am Mater Misericordiae Hospital im Erzbistum Brisbane (2011–2012). Von 2012 bis 2013 fungierte er als Pfarradministrator der Pfarrei in Wishart. 2013 kehrte Musa in seine Heimat zurück und leitete seitdem das Centre for Study of African Culture and Communication (CESACC) des Catholic Institute of West Africa (CIWA) in Port Harcourt, an dem er auch lehrte.
Am 16. Oktober 2023 ernannte ihn Papst Franziskus zum ersten Bischof des mit gleichem Datum errichteten Bistums Katsina. Der Bischof von Sokoto, Matthew Hassan Kukah, spendete ihm am 12. Dezember desselben Jahres vor der Kathedrale St. Martin de Porres in Katsina die Bischofsweihe; Mitkonsekratoren waren der Bischof von Maiduguri, Oliver Dashe Doeme, und der Bischof von Osogbo, John Akin Oyejola.